# مبرهنة أوكيشيو
مبرهنة أوكيشيو هي نظرية صاغها الاقتصادي الياباني نوبو أوكيشيو. كان لها تأثير كبير على المناقشات حول نظرية ماركس للقيمة. بشكل بديهي، يمكن أن يفهم قوله إنه إذا قام أحد الرأسماليين برفع أرباحه عبر إدخال تقنية جديدة تخفض تكاليفه، فإن معدل الربح الجماعي أو العام في المجتمع لجميع الرأسماليين سيرتفع.
وضع أوكيشيو هذه المبرهنة عام 1961 على افتراض أن الأجر الحقيقي يبقى ثابتًا. إذن فإن المبرهنة تعزل تأثير الابتكار عن أي تغيرات لاحقة في الأجور.
لهذا السبب أثارت المبرهنة، التي اقتُرحت أول مرة عام 1961، اهتمامًا وخلافًا كبيرين لأنها، بحسب لأوكيشيو، تتناقض مع قانون ماركس لميل معدل الربح إلى الانخفاض. ادعى ماركس أن المعدل العام الجديد للربح ينخفض بعد انتشار تقنية جديدة في جميع أنحاء الفرع الذي استخدمت فيه. بكلمات حديثة، سيقع الرأسماليون في فخ العقلانية أو معضلة السجين: ما يبدو عقلانيًا أو منطقيًا من وجهة نظر رأسمالي واحد، ليس بالضرورة عقلاني أو منطقي بالنسبة لجميع الرأسماليين. فُهمت هذه النتيجة على نطاق واسع حتى من ماركس نفسه أن في الرأسمالية حدود متأصلة لنجاحها، وبالتالي فُهم في الغرب أن مبرهنة أوكيشيو تُثبت عدم اتساق دليل ماركس على النتيجة الأساسية.
بتعبير أدق، تقول المبرهنة أن المعدل العام للربح في الاقتصاد ككل سيرتفع إذا أُدخلت تقنية جديدة إلى القطاع، لأن تكلفة إنتاج الوحدة تنخفض مقارنة بما كانت عليه قبل التغيير. كما يشير أوكيشيو بكتابه الصادر عام 1961، لا تنطبق هذه المبرهنة على فروع الصناعة غير الأساسية.
يمكن فهم المبرهنة بسهولة أكبر كتطبيق لمبرهنة بيرون-فروبينوس. تأتي هذه المبرهنة الأخيرة من فرع من الجبر الخطي المعروف باسم مبرهنة المصفوفات غير السالبة. يعتبر كتاب سيناتا الصادر عام 1973 مصدرًا جيدًا للمبرهنة الأساسية. يمكن فهم بيان مبرهنة أوكيشيو، والخلافات المحيطة بها، حدسيًا ودون الرجوع إلى نظرية بيرون-فروبينيوس أو الإلمام بها بتعمّق.

## الاستجابات الماركسية
تجاهل بعض الماركسيين ببساطة قانون ميل معدل الربح إلى الانخفاض، مدعين أن هناك أسبابًا أخرى كافية لانتقاد الرأسمالية، إذ يمكن تأكيد اتجاه الرأسمالية إلى الأزمات دون القانون، فلا يكون الأخير بالتالي سمة أساسية لنظرية ماركس الاقتصادية.
قد يقول البعض الآخر أن القانون يساعد على تفسير دورة الأزمات المتكررة، لكن لا يمكن استخدامه أداةً لشرح التطورات طويلة المدى للاقتصاد الرأسمالي.
جادل آخرون بأن قانون ماركس يسري إذا افترض المرء «حصة أجور» ثابتة بدل معدل أجور حقيقي ثابت. بعد ذلك، تعمل معضلة السجين على النحو التالي: أول شركة تُدخل التقدم التقني لعملياتها من خلال زيادة نفقاتها لرأس المال الثابت تحقق ربحًا إضافيًا. لكن بمجرد أن تنتشر هذه التقنية الجديدة وتزيد جميع الشركات نفقاتها لرأس المال الثابت، يعدل العمال أجورهم بما يتناسب مع زيادة إنتاجية اليد العاملة، ما يعني أن معدّل الربح لجميع الشركات يصبح أقلّ.
لكن ماركس لم يكن يعرف قانون حصة الأجر الثابتة. من الناحية الرياضية، يمكن دائمًا تثبيت معدل الربح عبر خفض حصة الأجور. في المثال الذي اتخذناه، يتزامن ارتفاع معدل الأرباح مع انخفاض حصة الأجور من 58.6% إلى 41.9%، لكن تخفيض حصة الأجور في النماذج النيوكلاسيكية غير ممكن بسبب افتراض أن الأجور تساوي الناتج الحدي لليد العاملة.